# Tommy O'Haver
Tommy O'Haver (nascut el 24 d'octubre de 1968 a Indianapolis, Indiana) és un director de cinema i guionista estatunidenc.
Va créixer a Carmel (Indiana), un suburbi d'Indianapolis. Es va graduar a Carmel High School i es va matricular a la Indiana University amb una llicenciatura conjunta en Periodisme i Literatura Comparada. A mitjans de la dècada de 1990, va assistir al programa de cinema MFA a la School of Cinematic Arts de la Universitat del Sud de Califòrnia. Mentre allà, va dirigir curts que van aparèixer en festivals importants, com Sundance i The New Festival de cinema de York.
Billy's Hollywood Screen Kiss, amb Sean Hayes, va ser el debut com a director d'O'Haver. Billy's Hollywood Screen Kiss es va presentar en competició al Festival de Cinema de Sundance de 1998. La seva pel·lícula següent Get Over It comptava amb Kirsten Dunst, Ben Foster, Mila Kunis i Zoe Saldana  en una comèdia adolescent sobre una producció de teatre escolar. La tercera pel·lícula d'O'Haver, Ella Enchanted, era protagonitzada per Anne Hathaway. Catherine Keener, Elliot Page i James Franco protagonitzen An American Crime, que es va estrenar a Sundance el 2007, una pel·lícula basada en una història real de Gertrude Baniszewski, una dona d'Indiana acusada el 1965 de l'assassinat de Sylvia Likens. La reacció inicial a Sundance va ser mixta, però la pel·lícula va obtenir elogis de la crítica. O'Haver i la seva parella de guionistes, Irene Turner, també van ser nominats per al Premis del Sindicat de Guionistes dels Estats Units per la pel·lícula.
El juny de 2013, he va dirigir el vídeo musical "Rollin'" per MiBBs. El 2 d'abril de 2015, el setè episodi de The Late Late Show with James Corden es va emetre des de la casa d'O'Haver.
El 2017 va estrenar la seva cinquena pel·lícula, The Most Hated Woman in America, protagonitzada per Melissa Leo com Madalyn Murray O'Hair, la fundadora d’American Atheists.

## Filmografia
| Any  | Pel·lícula                      | Acreditat com a | Acreditat com a | Acreditat com a | Acreditat com a | Acreditat com a | Paper, notes, referències  |
| Any  | Pel·lícula                      | Director        | Guionista       | Productor       | Actor           | Altres          | Paper, notes, referències  |
| ---- | ------------------------------- | --------------- | --------------- | --------------- | --------------- | --------------- | -------------------------- |
| 1998 | Billy's Hollywood Screen Kiss   | Sí              | Sí              |                 |                 | Sí              | Foley walker               |
| 2001 | Get Over It                     | Sí              |                 |                 | Sí              |                 | Love Matters Director      |
| 2004 | Ella Enchanted                  | Sí              |                 |                 | Sí              |                 | Squirrel-on-a-Stick Vendor |
| 2007 | An American Crime               | Sí              | Sí              |                 |                 |                 |                            |
| 2007 | The Loop                        | Sí              |                 |                 |                 |                 | Episodi: "Stride"          |
| 2009 | United States of Tara           | Sí              |                 |                 |                 |                 | Episodi: "Possibility"     |
| 2017 | The Most Hated Woman in America | Sí              | Sí              | Sí              |                 |                 |                            |